# Rose Cordero
Rose Cordero (ur. w 1992 roku) – dominikańska modelka.
Pierwszy raz na wybiegu pojawiła się jako 16-latka w 2008 roku podczas dominikańskiego tygodnia mody, wkrótce podpisała kontrakt z nowojorską agencją Wilhelmina, a następnie przeszła do Supreme Management.
Szybko okazało się, że ma szansę zrobić w modelingu karierę na światową skalę. Krytycy mody, serwisy oraz światowe magazyny modowe zaczęły mówić o Rose jako o wschodzącej gwieździe branży.
W lutym 2009 podpisała pierwsze międzynarodowe kontrakty, zadebiutowała na tygodniu mody w Mediolanie i Paryżu - chodziła dla Burberry, Maxmara, Francesco Scognamilgio i Louisa Vuittona. Pół roku później jej zdjęcia zostały opublikowane w Teen Vogue i W, we wrześniu trafiły do włoskiego Vogue'a. Wrzesień 2009 to również sporo pokazów w Paryżu i Nowym Jorku - Rodarte, Zac Posen, Marc Jacobs, Christian Dior, Diane von Furstenberg, Dolce & Gabbana, Donna Karan, Givenchy, Hussein Chalayan, Jean-Paul Gaultier, MaxMara, Prada, Richard Chai Love, Sophia Kokosalaki, Viktor & Rolf i Zac Posen.
W grudniu 2009 Rose Cordero trafiła do francuskiego Vogue'a, gdzie wystylizowano ją na Grace Jones.
W 2010 modelka opuściła Supreme Management i dołączyła do nowojorskiego oddziału agencji Ford Models.